# Gănești (okręg Gałacz)
Gănești – wieś w Rumunii, w okręgu Gałacz, w gminie Cavadinești. W 2011 roku liczyła 973 mieszkańców.